# 福建省革命历史纪念馆
福建省革命历史纪念馆（英語：Fujian Revolutionary History Museum）是一座位于福建福州的博物馆。馆长是杨卫东。

## 历史
1998年11月16日建成开放，位于福建省福州市晋安区福马路988号鼓山脚下。2010年加挂中央苏区（福建）纪念馆。占地面积30亩，建筑面积16000平方米。馆藏文物包括留在中国人民解放军开国上将叶飞体内的子弹、缴获的日本陆军中将阿部规秀军大衣等。

## 营业时间
- 周二至周日：上午九点至下午四点半

## 交通
- 福州地铁2号线鼓山站